# In the Sage Brush Country
In the Sage Brush Country est un film muet américain réalisé par William S. Hart et sorti en 1914.

## Fiche technique
- Titre : In the Sage Brush Country
- Réalisation : William S. Hart
- Scénario : Thomas H. Ince, C. Gardner Sullivan
- Assistant réalisateur : Clifford Smith
- Production : KayBee Pictures
- Distribution : Mutual Film
- Genre : Western
- Durée : 20 minutes
- Date de sortie :
  - États-Unis : 25 décembre 1914

## Distribution
- William S. Hart : Jim Brandon
- Rhea Mitchell : Edith Wilding
- Herschel Mayall : Frank Wilding
- Kisaburo Kurihara : Juan
- Frank Borzage